# Jacques Cassini

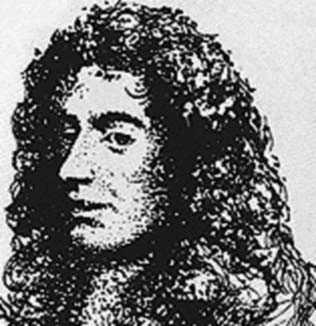
Jacques Cassini

Jacques Cassini, auch mit Cassini II bezeichnet, (* 18. Februar 1677 in Paris; † 16. April 1756 in Thury-sous-Clermont) war ein französischer Astronom und Geodät, der sich unter anderem mit der Erdfigur befasste und grundlegende Vorarbeiten für die spätere Carte de Cassini leistete.

## Leben und Wirken
Jacques Cassini wurde am 18. Februar 1677 in Paris als Sohn von Giovanni Domenico Cassini geboren, dem Direktor des Pariser Observatoriums. Die Wohnung seiner Eltern befand sich im Observatorium, so dass der junge Jacques von Kindheit an eine enge Verbindung zur Astronomie hatte. Er studierte am Collège Mazarin in Paris, das er im Alter von 14 oder 15 Jahren mit einer Arbeit über Optik verließ.
Schon 1694 wurde er in die Académie Royale des Sciences aufgenommen. Danach machte sein Vater mit ihm eine Reise nach Italien, um verschiedene astronomische Beobachtungen und Ortsbestimmungen vorzunehmen und auch, um die von seinem Vater gebaute Meridiana in der Basilika San Petronio von Bologna zu reparieren. Ende 1696 reiste Jacques Cassini nach England, wo er die Bekanntschaft von Isaac Newton, Edmond Halley, John Flamsteed und anderen machte. Am 23. März 1698 wurde er zum Fellow der Royal Society of London gewählt.
Ab 1700 war er zunächst zusammen mit seinem Vater an den Gradmessungen bzw. Triangulationen der schon von Jean Picard vorgeschlagenen Verlängerung von dessen Meridianbogen Paris – Amiens bis nach Perpignan im Süden Frankreichs tätig, die durch Colberts Tod 1683 unterbrochen worden waren. Nach dem Tod seines Vaters und dem Ableben von Ludwig XIV. führte er diese Arbeiten ab 1718 im Norden bis nach Dünkirchen fort. Die Messungen führten ihn zur Annahme, dass der Polradius der Erde größer als der Äquatorradius sei, dass die Erde also eiförmig sei. Im Gegensatz hierzu vertraten insbesondere englische Astronomen unter der Führung von Isaac Newton die Ansicht, dass die Erde an den Polen abgeplattet sei, weil die Erdrotation eine Fliehkraft bewirken müsse.
Ab 1709, als die Sehkraft seines Vaters nachließ, übernahm er immer mehr dessen Aufgaben an der Pariser Sternwarte.
1733 unternahm er die Triangulation der Querachse von Saint-Malo nach Straßburg, wobei er von seinem Sohn César François unterstützt wurde. Auch diesen Messergebnissen entnahm Cassini eine Bestätigung seiner Sicht der Eiform der Erde. Die Académie sah sich nun veranlasst, zur Klärung der Streitfrage zwei große Expeditionen nach Peru und Lappland auszurüsten. Die Messungen von Pierre Bouguer und Charles Marie de La Condamine 1735 in Peru und von Pierre de Maupertuis 1736 in Lappland unterstützen die These der Abplattung an den Polen. Dennoch bestritt Cassini zeit seines Lebens sowohl die Erdabplattung an den Polen als auch das Gravitationsgesetz von Newton, zog sich aber aus der öffentlichen Diskussion weitgehend zurück.
Der Astronomie gab Cassini wertvolle Impulse durch seine exakten Tabellen über Sonne, Mond, Planeten und die Monde von Jupiter und Saturn sowie durch die Messung der Eigenbewegung der Fixsterne.
1746 wurde er Auswärtiges Mitglied der Königlichen Akademie der Wissenschaften in Berlin.
Neben seiner Tätigkeit als Astronom war Jacques Cassini seit 1710 Maître des Comptes. Bei der Behandlung der Streitfälle erwarb er sich hohes Ansehen, so dass er 1716 zum Mitglied der Chambre de Justice ernannt wurde.
Cassini hatte 1719 das alte Château de Fillerval in Thury-sous-Clermont erworben und zur Sommerresidenz seiner Familie ausgebaut. Als er im Alter von 79 Jahren wieder dorthin fuhr, überschlug sich seine Kutsche. Er starb am folgenden Tag, dem 16. April 1756 in seinem Schloss an den Folgen dieses Unfalls.
Sein Nachfolger als Direktor der Sternwarte wurde sein Sohn César François Cassini de Thury.

## Ehrungen
Der Mondkrater Cassini wurde nach ihm und Giovanni Domenico Cassini benannt.

## Schriften (Auswahl)
- Theses mathematicae de optica propugnabuntur a Jacobo Cassini,... die  … 10 augusti 1691 … in Collegio Mazarinaeo. P. Esclassan, Paris 1691, doi:10.3931/e-rara-3659.
- De la grandeur et de la figure de la terre. In: Academie Royale des Sciences (Hrsg.): Suite des Memoires de l’Academie Royale des Sciences. Imprimerie Royale, Paris 1720, doi:10.3931/e-rara-516 (306 S.).
- Méthode de déterminer si la Terre est Sphérique ou non, & le rapport de ses degrés entr'eux, tant sur le Méridiens que sur l’Équateur & ses Paralleles. In: Académie Royale des Sciences (Hrsg.): Histoire de l’Académie Royale des Sciences; Memoires de Mathématique et de Physique. Imprimerie Royale, Paris 1738, S. 71 (Volltext in der Google-Buchsuche). und ebendort:
- Seconde Methode de déterminer si la Terre est sphérique ou non, indépendamment des observations astronomiques. S. 255 (Volltext in der Google-Buchsuche).
- Éléments d’Astronomie. Imprimerie Royale, Paris 1740, doi:10.3931/e-rara-19698 (643 S.).
- Tables astronomiques du soleil, de la lune, des planetes, des étoiles fixes, et des satellites de jupiter et de Saturne; avec l’explication & l’usage de ces mêmes tables. Imprimerie Royale, Paris 1740, doi:10.3931/e-rara-19698 (222 S.).
- Jacob Cassini: Mathematische und genaue Abhandlung von der Figur und Grösse der Erden, wobey die bewundernswürdige Verlängerung der Mittags-Linie des Königlichen Observatorium zu Paris durch gantz Franckreich von einem Ende desselben bis zum anderen insbesondere deutlich beschrieben und vorgestellet wird. Übersetzt und mit einer Vorrede von Johann Albrecht Klimmen. Johann Jacob Beumelburg, Arnstadt und Leipzig 1741 (416 S., Volltext in der Google-Buchsuche).
- Jean-Philippe de Chéseaux, Jacques Cassini: Traité de la Comète qui a paru en décembre 1743 & en janvier, février & mars 1744. Marc-Michel Bousquet, Lausanne, Genf 1744 (308 S., digitale-sammlungen.de).
- César François Cassini de Thury: Addition aux Tables astronomiques de M. Cassini. Durand, Paris 1756 (98 S., digitale-sammlungen.de).
- Beobachtung der Verfinsterung des Mars durch den Mond, auf dem parisischen Observatorio gemachet, am 18ten Januar, 1726. In: Wolf Balthasar Adolf von Steinwehr (Hrsg.): Der Königl. Akademie der Wissenschaften in Paris Physische Abhandlungen, siebenter Theil, welcher die Jahre, 1723, 1724, 1725 und 1726 in sich hält. Aus dem Französischen übersetzet von Wolf Balth. Adolph von Steinwehr. Johann Jacob Korn, Breslau 1751, S. 660 (Volltext in der Google-Buchsuche).
- Cassini-Handschriften in der digitalen Bibliothek des Pariser Observatoriums.